# Forschungsanstalt Geisenheim

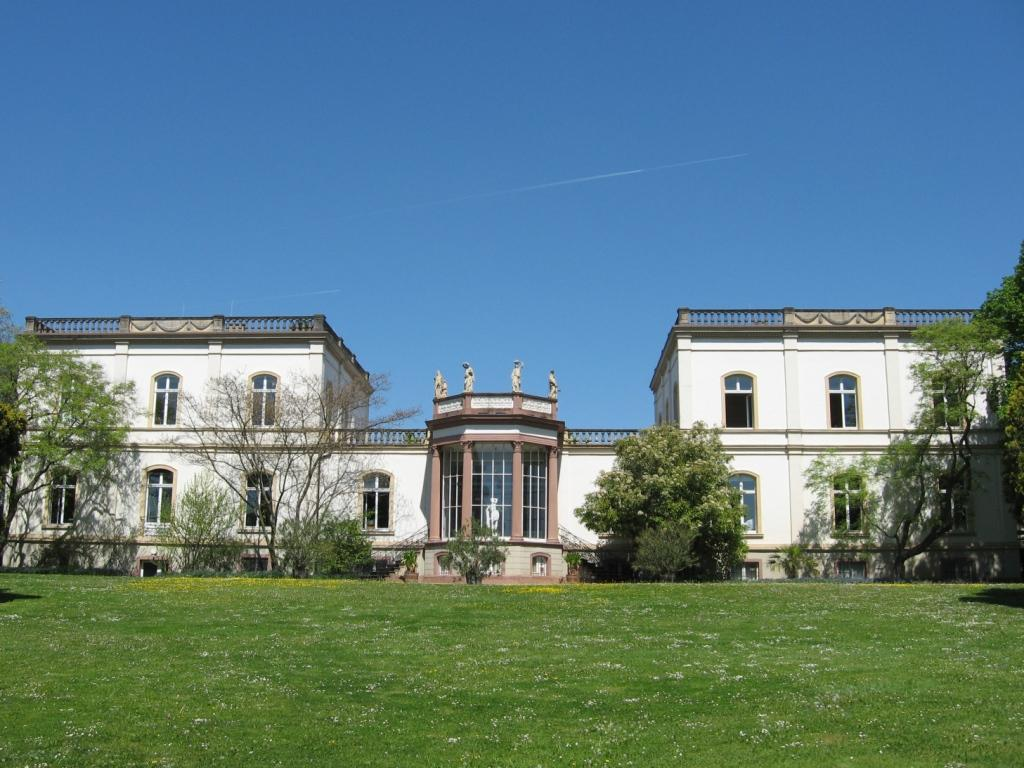
La villa Monrepos à Geisenheim.

La Forschungsanstalt Geisenheim est un centre de recherche appliquée et développement avec une école d'ingénieurs située à Geisenheim en Allemagne.

## Présentation
La Forschungsanstalt Geisenheim comprend une école et cinq instituts :
- une école Supérieure de Technologie des boissons ;
- un institut de viticulture et croisement des cépages ;
- un institut d'œnologie et de recherche scientifique des boissons ;
- un institut d'horticulture ;
- un institut de biologie ;
- un institut de gestion et de technologie.

## Coopération internationale
- Station de recherche Agroscope Changins-Wädenswil ACW
- Bundesversuchsanstalt für Wein- und Obstbau Klosterneuburg à Klosterneuburg
- Istituto Sperimentale di Viticoltura à Conegliano
- Fondazione Edmund Mach (autrefois Istituto Agrario di San Michele) à San Michele all'Adige
- Rajamangala Technology University (Université thaïlandaise)

Également :
- centre de recherche Nietvoorby ;
- université de Stellenbosch ;
- université Cornell ;
- centre international d'études supérieures en sciences agronomiques (Montpellier) ;
- université Bordeaux II.

## Anciens professeur notables
- Rudolf Goethe
- Hermann Müller, botaniste et œnologue, biologiste, phytopatologiste, et cultivateur
- Helmut Becker, Heinrich Birk, Dieter Hennebo, Julius Koch, Hugo Schanderl, Friedrich Schmitthenner et Gerhard Troost.

## Cépages développés à la Forschungsanstalt
- Müller-Thurgau, Rondo, Osteiner, Schönburger, Rotberger, Dakapo, Reichensteiner, Ehrenbreitsteiner, Ehrenfelser, Arnsburger et Dunkelfelder.

Autres cultures :
- Noyer commun : miracle de Monrepos
- Quetsche groupe TOP

## Bibliothèque
1872 a été la création de l'établissement de recherche Geisenheim avec sa bibliothèque. Elle possède en collaboration avec les bibliothèques de 17 spécialistes des disciplines un total de 111 730 volumes au total (au 1er janvier 2006).
1969, la Bibliothèque de la Gesellschaft für Geschichte des Weines (Société d'histoire du vin) dans le fonds de la bibliothèque principale d'intégrer, en 1990, la principale bibliothèque de l'établissement de recherche Geisenheim dans le Guide des livres historiques en Allemagne.
À la bibliothèque centrale, 1 600 ouvrages imprimés sur l'histoire des vins sont disponibles. Renate Schoene a écrit une monumentale bibliographie sur le vin avec comme centre de gravité son histoire des débuts jusqu'à l'époque contemporaine. Cette bibliographie concerne près de 15 000 titres, dont surtout des ouvrages imprimés en allemand.